# Ritratto di Alfonso d'Avalos con paggio
Il ritratto di Alfonso d'Avalos con paggio è un dipinto realizzato da Tiziano nel 1533 e raffigurante Alfonso III d'Avalos, generale al servizio di Carlo V d'Asburgo, re di Spagna e imperatore del Sacro Romano Impero. Dal 2004 è conservato al Getty Museum di Los Angeles e si tratta della terza opera dell'artista ad essere entrata a far parte della collezione di tale museo dopo Venere e Adone (1555-1560) e Maddalena penitente (1555-1561).

## Storia
Tiziano realizzò l'opera a Bologna, che fu in seguito ereditata dal figlio di Alfonso III, il marchese Francesco Ferdinando d'Avalos e con buone probabilità rimase di proprietà della famiglia d'Avalos per diverso tempo. Successivamente venne trasferita in Polonia, in un momento non precisato, e fu posseduta da Giovanni III Sobieski e Stanislao II Augusto Poniatowski. Fu quindi donata alla famiglia Potocki, che la conservò fino al 1921, anno nel quale Alfred Antoni Potocki (1886-1958) la vendette alla contessa Martine de Béhague (1870-1939). Quest'ultima lasciò in eredità il ritratto ed il resto della sua collezione al nipote Hubert de Ganay (1888-1974).
Nel 1989 i successori di de Ganay decisero di vendere all'asta gran parte della collezione a Monte Carlo per il tramite di Sotheby's; l'anno seguente la compagnia assicurativa Axa acquistò il dipinto per 65 milioni di franchi, dandolo in prestito al Museo del Louvre per dodici anni, con possibilità di acquistare l'opera allo scadere del termine per 65 milioni di franchi più inflazione, un prezzo considerato preferenziale. L'accordo era stato concordato con il direttore del Louvre Pierre Rosenberg; tuttavia, il suo successore Henri Loyrette fece trascorrere i dodici anni, lasciando che il Getty potesse acquistare la tela per $70 milioni. Trattandosi di un dipinto di proprietà privata e non statale, e avendo la Réunion des Musées Nationaux deciso di non procedere con la sua acquisizione, lo Stato francese non poté nulla contro la vendita ed il conseguente trasferimento al di fuori dei confini nazionali.